# Dylan och Cole Sprouse

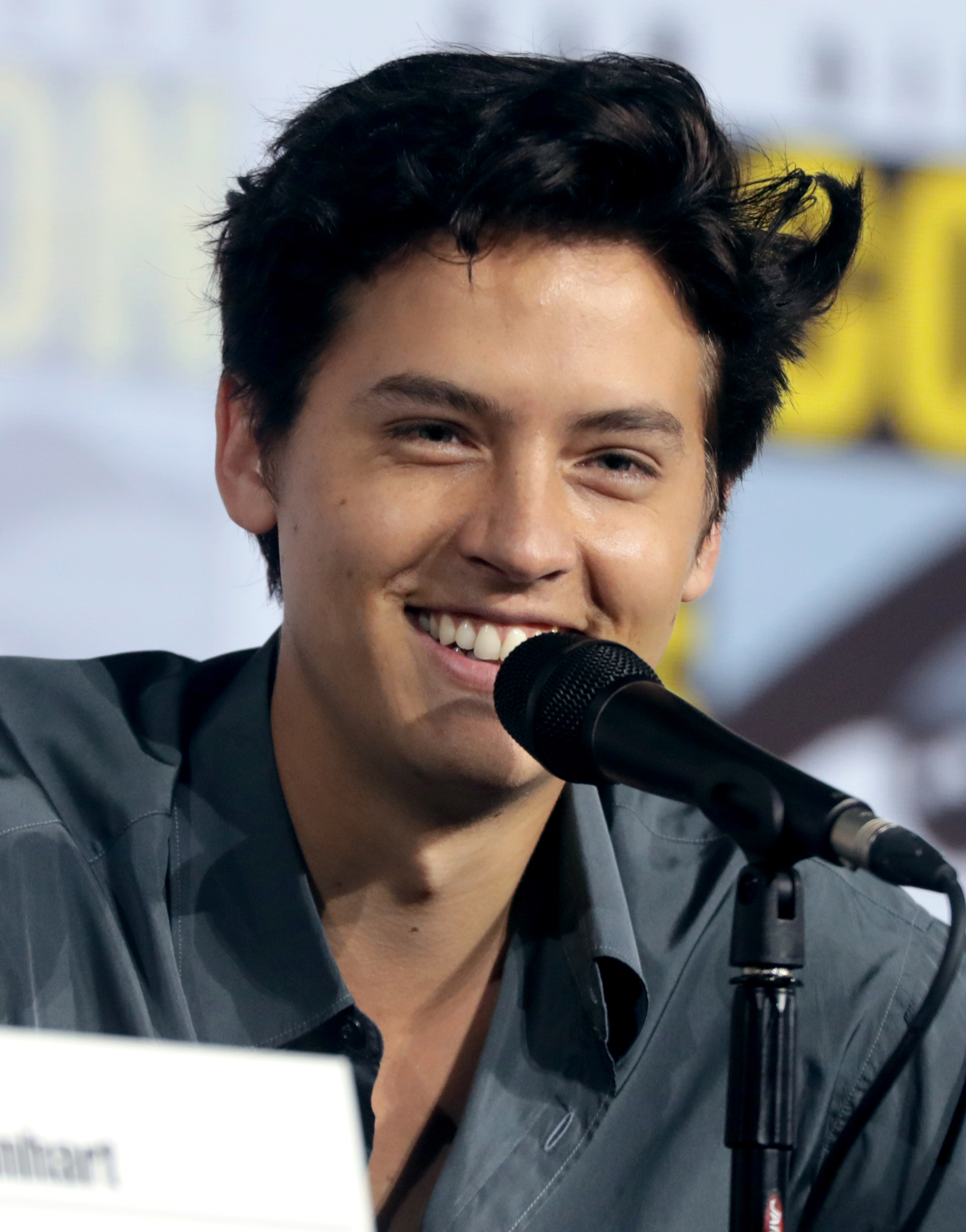
Cole Sprouse på San Diego Comic-Con år 2019.

Dylan Thomas Sprouse och Cole Mitchell Sprouse, födda 4 augusti 1992 i Arezzo i Italien, är amerikanska skådespelare och tvillingbröder. De har bland annat haft en egen serie på Disney Channel, Zack och Codys ljuva hotelliv, och en spinoff på den, där de är äldre och bor på en båt istället för ett hotell, Det ljuva havslivet. Mellan 2008 och 2009 var Det ljuva havslivet den mest sedda ungdomsserien. De är också kända från filmen Big Daddy där de spelade mot Adam Sandler. Cole var under några års tid med i den populära TV-serien Vänner där han spelade Ross son Ben Geller. De syntes också i Grace Under Fire där de delade rollen som Patrick Kelly. År 2004 var de med i The Heart Is Deceitful Above All Things, där de båda spelade Jeremiah. 
Cole och Dylan utsågs till de rikaste barnen i livet i världen år 2007 och var de högst betalda tonåringarna på Disney Channel. År 2010 blev Cole och Dylan intagna på New Yorks universitet. Året därpå började de studera på universitetet och var där från 2011 till 2015.

## Uppväxt och privatliv
Dylan, som är döpt efter poeten Dylan Thomas, och Cole, som är döpt efter sångaren Nat King Cole, föddes i Arezzo, Italien, där deras föräldrar var lärare i engelska. Numera bor de i USA. Dylan är född 15 minuter tidigare än Cole. De har också tysk bakgrund. Föräldrarna Matthew Sprouse och Melanie Wright skiljde sig 1997. Cole är idag fortfarande skådespelare, medan Dylan arbetar i bryggeribranschen. Dylan är asatroende.

## Karriär
Cole och Dylans egen TV-serie Zack och Codys ljuva hotelliv sänds på Disney Channel. Dylan spelar Zack Martin och Cole spelar Cody Martin mot bland andra Brenda Song, Ashley Tisdale, Kim Rhodes och Phill Lewis. Inspelningarna ägde rum åren 2005-2007. Tvillingarna spelade in tre säsonger av TV-serien som blev den populäraste serien 2005 på Disney Channel med fyra miljoner tittare på premiären. Ett år efter att Zack och Codys ljuva hotelliv spelades in kom de tillbaka med en spinoff; Det ljuva havslivet, vilken spelades in åren 2008–2010. I spinoffen hade de med sig bland andra Brenda Song och Phill Lewis från den första serien och en ny huvudroll som spelas av Debby Ryan. Det ljuva havslivet hade premiär på Disney Channel i USA den 26 september 2008 och den 16 januari 2009 på skandinaviska Disney Channel. Den tredje och sista säsongen av Det ljuva havslivet spelades in i början av 2010. Det sista avsnittet av serien hade premiär i USA den 6 maj 2011. De båda avslutade serierna visas dock fortfarande på Disney Channel och Disney xd.
Cole och Dylan spelade under åren 2006 och 2007 in en modern version av en Mark Twain-klassiker, The Prince and the Pauper, som hade premiär i februari 2008 i USA.
Under 2007 och 2008 hade de huvudrollerna i filmen The Kings of Appletown, som även den är baserad på en klassisk historia av Mark Twain, nämligen Tom Sawyers äventyr. I filmen spelar Cole och Dylan kusiner och bästa vänner som bevittnar ett mord, men ljuger om det. Eftersom Cole och Dylan är enäggstvillingar var Dylan tvungen att tillfälligt klippa sitt hår kort och färga det brunt för sin roll, medan Cole hade kvar sitt blonda hår som nådde honom ungefär till hakan.
Tvillingarna skrev i september 2005 på ett kontrakt med Mary-Kate och Ashley Olsens företag Dualstar Entertainment och har nu ett eget klädmärke, men säljer också kläder från det kända amerikanska klädmärket Val Surf Los Angeles. Bröderna[när?] gav också ut böcker, 47 R.O.N.I.N, som de själva har varit med och skrivit. Det finns än så länge sex titlar utgivna (The Revelation, The Showdown, The Getaway, The Siege, The Betrayal och The Comeback).

## Filmografi
Blå bakgrundsfärg betyder delade roller.
| År   | Titel                                             | Dylans roll               | Coles roll                | Övrigt                        |
| ---- | ------------------------------------------------- | ------------------------- | ------------------------- | ----------------------------- |
| 1999 | The Astronaut's Wife                              | Tvilling                  | Tvilling                  |                               |
| 1999 | Big Daddy                                         | Julian McGrath            | Julian McGrath            |                               |
| 2001 | Diary of a Sex Addict                             | Sammy Jr.                 | Sammy Jr.                 | Direkt-till-video-film        |
| 2001 | I Saw Mommy Kissing Santa Claus                   | Justin Carver             | Justin Carver             |                               |
| 2002 | The Master of Disguise                            | Young Pistachio Disguisey | Young Pistachio Disguisey |                               |
| 2002 | Eight Crazy Nights                                | K-B Toys Soldier          | K-B Toys Soldier          |                               |
| 2003 | Apple Jack                                        | Jack Pyne                 | Jack Pyne                 |                               |
| 2003 | Just for Kicks                                    | Dylan Martin              | Cole Martin               | Direkt-till-video-film        |
| 2004 | The Heart Is Deceitful Above All Things           | Den äldre Jeremiah        | Den äldre Jeremiah        |                               |
| 2005 | Piggy Banks                                       | Ung John                  | i.u.                      |                               |
| 2006 | Holidaze: The Christmas That Almost Didn't Happen | Ett barn                  | Ett barn                  | Röst; direkt-till-video-film  |
| 2007 | A Modern Twain Story: The Prince and the Pauper   | Tom Canty                 | Eddie Tudor               |                               |
| 2008 | Snow Buddies                                      | Shasta                    | i.u.                      | Röst; direkt-till-video-film  |
| 2009 | The Kings of Appletown                            | Will                      | Clayton                   |                               |
| 2010 | Kung Fu Magoo                                     | Justin Magoo              | Brad Landry               | Röst; direkt-till-video-film  |
| 2011 | Zack & Codys ljuva liv                            | Zack Martin               | Cody Martin               | Disney Channel Original Movie |
| 2019 | Five Feet Apart                                   | i.u.                      | William "Will" Newman     |                               |
| 2020 | After We Collided                                 | Trevor Matthews           | i.u.                      |                               |
| 2022 | Moonshot                                          | i.u.                      | Walt                      |                               |
| 2023 | Beautiful Disaster                                | Travis Maddox             | i.u.                      |                               |
| 2024 | Beautiful Wedding                                 | Travis Maddox             | i.u.                      |                               |

| År           | Titel                           | Dylans roll   | Coles roll    | Övrigt                                                              |
| ------------ | ------------------------------- | ------------- | ------------- | ------------------------------------------------------------------- |
| 1993–1998    | Grace Under Fire                | Patrick Kelly | Patrick Kelly | 112 avsnitt                                                         |
| 1998         | Mad TV                          | Kid           | Kid           | "Avsnitt #3.22" "Avsnitt #4.1"                                      |
| 2000–2002    | Vänner                          | i.u.          | Ben Geller    | 7 avsnitt                                                           |
| 2001         | The Nightmare Room              | Buddy         | Buddy         | Scareful What You Wish For" (Säsong 1, avsnitt 2)                   |
| 2001         | That '70s Show                  | Bobby         | Billy         | "Eric's Depression" (Säsong 4, avsnitt 2)                           |
| 2005–2008    | The Suite Life of Zack and Cody | Zack Martin   | Cody Martin   | Huvudroll; 87 avsnitt                                               |
| 2006         | The Emperor's New School        | Zam           | Zim           | Röst; "Oops, All Doodles/Chipmunky Business" (Säsong 1, avsnitt 13) |
| 2006         | That's So Raven                 | Zack Martin   | Cody Martin   | Checkin' Out" (Säsong 4, avsnitt 11)                                |
| 2008         | According to Jim                | Sig själv     | Sig själv     | Gäst                                                                |
| 2008–2011    | The Suite Life on Deck          | Zack Martin   | Cody Martin   | Huvudroll; 71 avsnitt                                               |
| 2009         | Wizards of Waverly Place        | Zack Martin   | Cody Martin   | Cast-Away (To Another Show)" (Säsong 2, avsnitt 25)                 |
| 2009         | Hannah Montana                  | Zack Martin   | Cody Martin   | Super(stitious Girl)" (Säsong 3, avsnitt 19)                        |
| 2010         | I'm in the Band                 | Zack Martin   | Cody Martin   | "Weasels on Deck" (Säsong 3, avsnitt 1)                             |
| 2012         | So Random                       | Sig själv     | Sig själv     | "Cole and Dylan Sprouse" (Säsong 1, avsnitt 21)                     |
| 2017–present | Riverdale                       | i.u.          | Jughead Jones | Huvudroll                                                           |